# Cameo (banda)
Cameo é um grupo musical de funk, R&B e disco music famoso na década de 1980 e marcado pelo ritmo forte e pelas melodias marcantes. Funk, funk estourou na época nas rádios e bailes. Gravaram o balanço She's Stange e Word Up! que marcaram época. O grupo de Nu Metal, Korn regravou  Word Up! e a base de Candy foi usada pela cantora Mariah Carey em sua música "Loverboy" e na música Candy do álbum Big Willie Style de Will Smith.
O Cameo foi inicialmente um grupo de 14 membros conhecido como  'New York City Players' ; esse nome foi posteriormente mudado para Cameo para evitar confundir-se com Ohio Players outro grupo de funk nos anos 70.[carece de fontes?] A partir de 2009, alguns dos membros originais continuam a tocar juntos, enquanto outros dois foram contratados pelo grupo  hip hop Outkast. Em 2015, Cameo anunciou um novo show de residência no Westgate Las Vegas Resort & Casino, com inauguração em março de 2016.

## Estilo
Cameo começou como uma banda de funk voltada para metais na década de 1970, influenciada pelo Parliament-Funkadelic. Na década de 1980, Cameo expandiu seu som com influências de pop, hip hop, rock e reggae, e deu mais ênfase aos teclados e baterias eletrônicas.

## Discografia
- Cardiac Arrest (1977)
- We All Know Who We Are (1977)
- Ugly Ego (1978)
- Secret Omen (1979)
- Cameosis (1980)
- Feel Me (1980)
- Knights of the Sound Table (1981)
- Alligator Woman (1982)
- Style (1983)
- She's Strange (1984)
- Single Life (1985)
- Word Up! (1986)
- Machismo (1988)
- Real Men... Wear Black (1990)
- Emotional Violence (1992)
- In the Face of Funk (1994)
- Sexy Sweet Thing (2000)